# Benjamin Anderson
Benjamin McAlester Anderson Jr. (1 de mayo de 1886-19 de enero de 1949) fue un economista estadounidense de la Escuela Austriaca.

## Primeros años y educación
Benjamin Anderson nació en Columbia, Misuri, hijo de Benjamin McLean Anderson, un hombre de negocios y político. Cuando tenía dieciséis años, Anderson se inscribió en clases en la Universidad de Misuri en su ciudad natal y obtuvo su título A. B. en 1906. Después de recibir su licenciatura, Anderson aceptó un nombramiento como profesor de economía política y sociología en Missouri Valley College, donde permaneció durante un año antes de convertirse en jefe del departamento de economía política y sociología en la State Normal School (más tarde conocida como Missouri State University) en Springfield, Misuri.
Anderson pronto se convirtió de nuevo en un estudiante en busca de un título, esta vez persiguiendo su A. M. de la Universidad de Illinois en Urbana-Champaign. Completó su maestría en 1910 y terminó su Ph. D. en la Universidad de Columbia solo un año después. Parte de su disertación se publicó más tarde como Valor social: un estudio en teoría económica, crítica y constructiva.

## Carrera
Después de obtener su doctorado, Anderson enseñó en la Universidad de Columbia y luego en la Universidad de Harvard. Durante este tiempo, escribió su Value of Money (en español, Valor del dinero), una crítica de la teoría cuantitativa del dinero. Dejó Harvard para unirse al Banco Nacional de Comercio de la ciudad de Nueva York en 1918.
Sin embargo, permaneció en la NBC solo dos años antes de que el Chase National Bank lo contratara como economista y como nuevo editor del Chase Economic Bulletin del banco. Fue durante este tiempo que el alcance de los escritos de Anderson se amplió para incluir:

...artículos críticos de la política progresista en áreas tan diversas como dinero, crédito, política económica internacional, agricultura, impuestos, guerra, deuda pública y planificación económica. Fue uno de los principales oponentes del New Deal y un entusiasta partidario de un patrón oro del libre mercado.

En 1939, Anderson ingresó nuevamente a la comunidad académica, esta vez como profesor de economía en la Universidad de California en Los Ángeles. Ocupó este cargo hasta su muerte (de un infarto) en 1949.

## Influencia académica
Henry Hazlitt, a quien a menudo se cita por haber popularizado la economía austriaca en el mundo de habla inglesa, atribuye a Anderson el haberle familiarizado con el trabajo de Ludwig von Mises y otros austriacos. Explica Hazlitt:

Tuve mucha suerte en mis amistades y suerte en los libros que elegí. Leí un libro de Benjamin M. Anderson, a quien luego llegué a conocer. Este fue su libro de 1917 El valor del dinero. Fue un crítico agudo de casi todos los demás escritores sobre el dinero, y especialmente de Irving Fisher y su teoría cuantitativa mecánica del dinero. Mac Anderson leyó alemán y habló sobre el dinero con muchos escritores alemanes. Se refirió a la edición alemana de la Teoría del dinero y del crédito de Ludwig von Mises y escribió: "En von Mises me parece que hay una claridad y un poder muy notables. Su Theorie des Geldes und der Umlaufsmittel es un libro excepcionalmente excelente". Eso me impresionó.

Según Mises, Anderson era "uno de los personajes destacados en esta era de la supremacía de los servidores del tiempo".
Sin embargo, fuera de los círculos austriacos, los escritos de Anderson encontraron una recepción más fría por parte de los progresistas dominantes de la época, quienes no estaban de acuerdo con sus llamados a reducir la intervención del gobierno en el mercado. Según Henry Hazlitt, Anderson estaba consternado por las tendencias teóricas y políticas populares que iban en contra de las posiciones que defendía.

[Él] se amargó. Recuerdo que estaba en mi casa cuando Landon se postuló para presidente contra FDR. Cuando llegó la radio, Mac sacudió la cabeza y dijo: "Esta es la mafia". Estaba muy deprimido, pero no creo que sus escritos fueran nunca amargos. Seguía siendo analítico y objetivo.

## Vida personal
Anderson era un hábil jugador de ajedrez y escribió el prefacio de A Primer of Chess (1935) de José Raúl Capablanca.

## Publicaciones
- Social Value: A Study in Economic Theory Critical and Constructive (1911)
- The Value of Money (1917) (e-text)
- Effects of the War on Money, Credit and Banking in France and the U.S. (1919)
- Cheap Money, Gold, and Federal Reserve Bank Policy (1924) (e-text). Chase Economic Bulletin, Vol. IV, No. 3, 4 de agosto de 1924.
- Economics and the Public Welfare: A Financial and Economic History of the United States, 1914–1946 (1949) (e-text)